# Faure-Inseln
Die Fraure-Inseln (französisch Îles Maurice Faure) sind eine Gruppe felsiger Inseln und Riffe in der Marguerite Bay vor der Fallières-Küste des Grahamlands auf der Antarktischen Halbinsel. Sie erstrecken sich 32 km südöstlich des Kap Alexandra am südöstlichen Ende der Adelaide-Insel über eine Länge von 5 km.
Teilnehmer der Fünften Französischen Antarktisexpedition (1908–1910) unter der Leitung des Polarforschers Jean-Baptiste Charcot entdeckten sie. Charcot benannte sie nach dem französischen Politiker Maurice-Louis Faure (1850–1919).